# Aleksandr Urniżewski
Aleksandr Siergiejewicz Urniżewski, ros. Александр Сергеевич Урнижевский (ur. w 1888 w Warszawie, zm. 4 stycznia 1966 w Chalifert) – rosyjski wojskowy (pułkownik), emigrant, oficer Rosyjskiego Korpusu Ochronnego podczas II wojny światowej.

## Życiorys
Ukończył korpus kadetów, zaś w 1909 michajłowską szkołę artyleryjską. Brał udział w I wojnie światowej. Służył w lejbgwardii 2 Artyleryjskiego Dywizjonu Moździerzy, a następnie 2 Brygady Artylerii, dochodząc do stopnia pułkownika. W 1918 r. wstąpił do wojsk Białych gen. Antona Denikina. Służył w Mieszanej Gwardyjskiej Brygadzie Artylerii. Następnie dowodził baterią lejbgwardii 2 Artyleryjskiego Dywizjonu Moździerzy. W listopadzie 1920 r. wraz z wojskami Białych został ewakuowany z Krymu do Gallipoli. Na emigracji zamieszkał w Bułgarii. Ukończył liceum W. P. Kuźminej w Sofii. Następnie przeniósł się do Francji. W 1938 r. powrócił do Sofii. Działał w Narodowej Organizacji Rosyjskich Wywiadowców (NORR). Po zajęciu Jugosławii przez wojska niemieckie w kwietniu 1941, wstąpił do nowo formowanego Rosyjskiego Korpusu Ochronnego. Po zakończeniu wojny przybył do Francji.